# Ceratomia
Ceratomia es un género de lepidópteros glosados del clado Ditrysia perteneciente a la familia Sphingidae.

## Especies
- Ceratomia amyntor - (Geyer 1835)[2]
- Ceratomia catalpae - (Boisduval 1875)[3]
- Ceratomia hageni - Grote 1874[4]
- Ceratomia hoffmanni - Mooser 1942
- Ceratomia igualana - Schaus, 1932
- Ceratomia sonorensis - Hodges 1971[5]
- Ceratomia undulosa - (Walker 1856)[6]

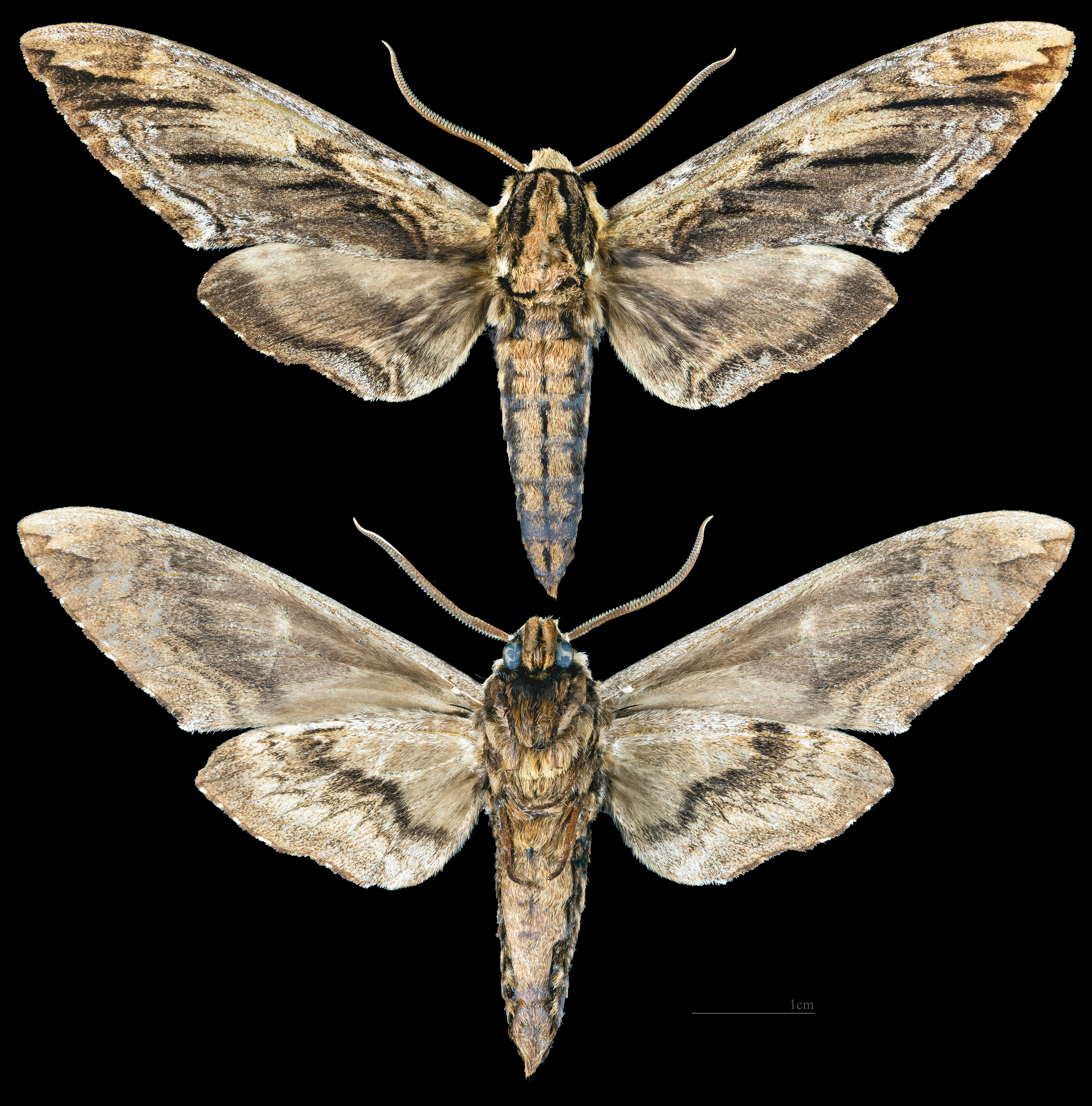
Ceratomia amyntor
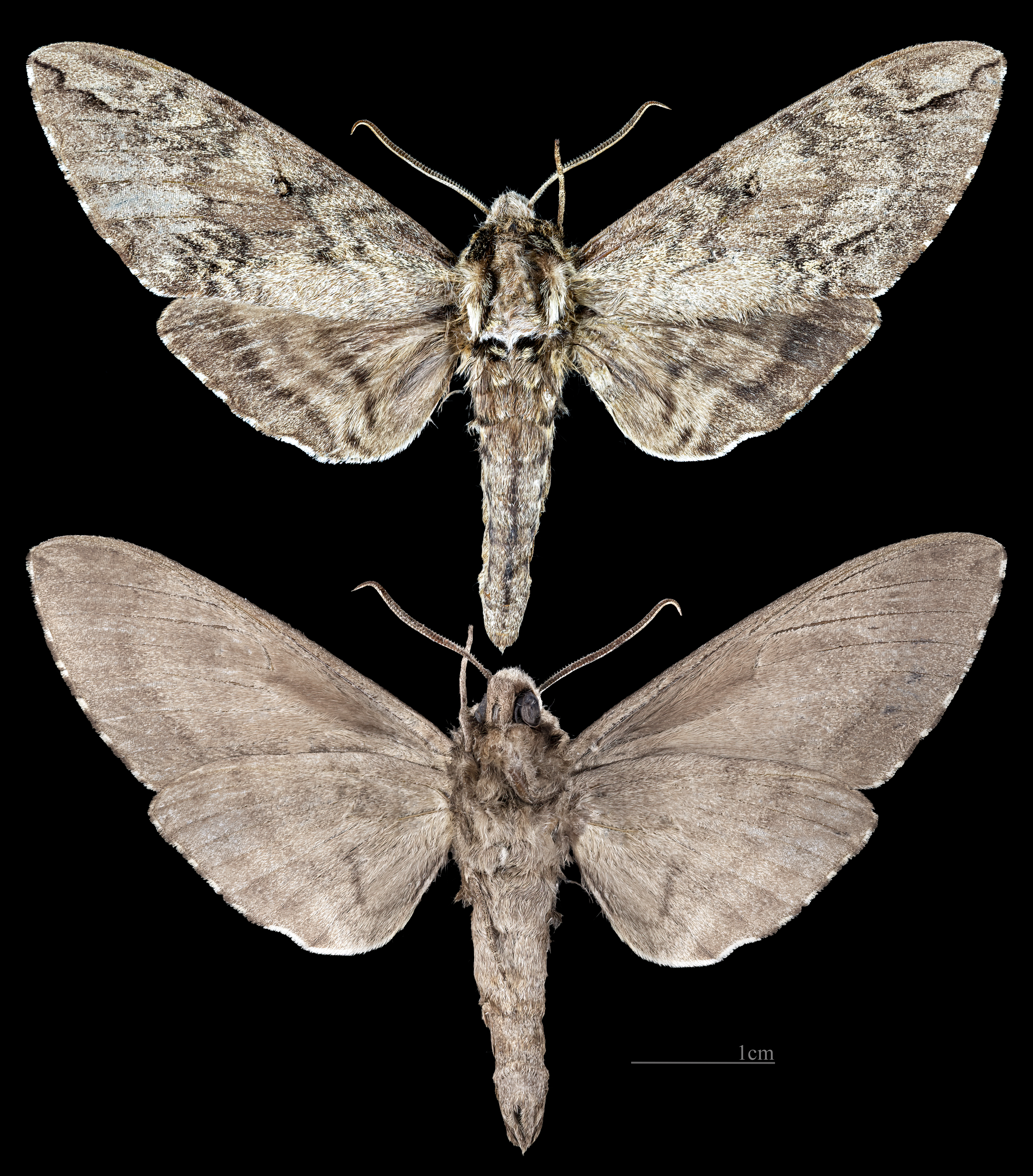
Ceratomia catalpae
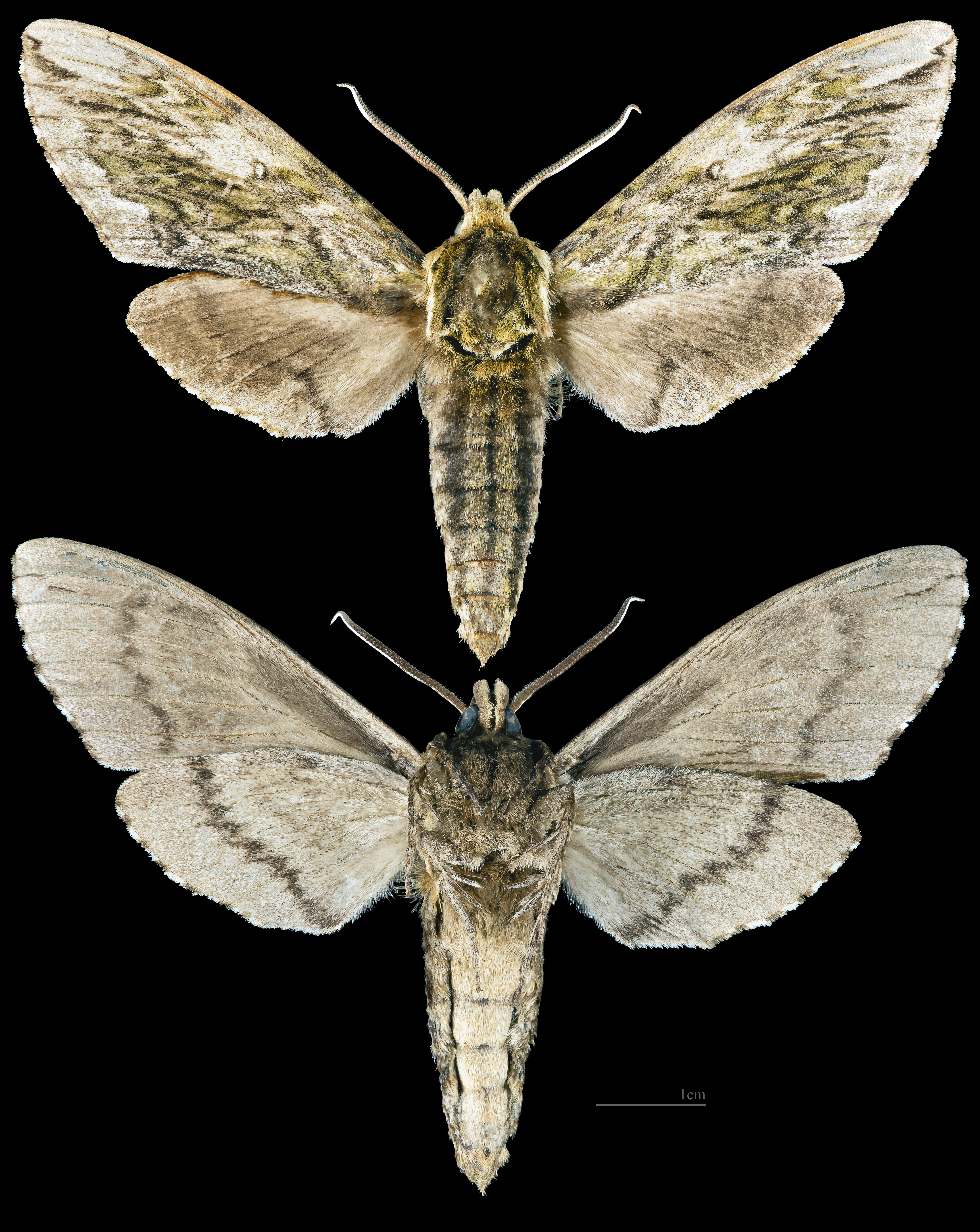
Ceratomia hageni
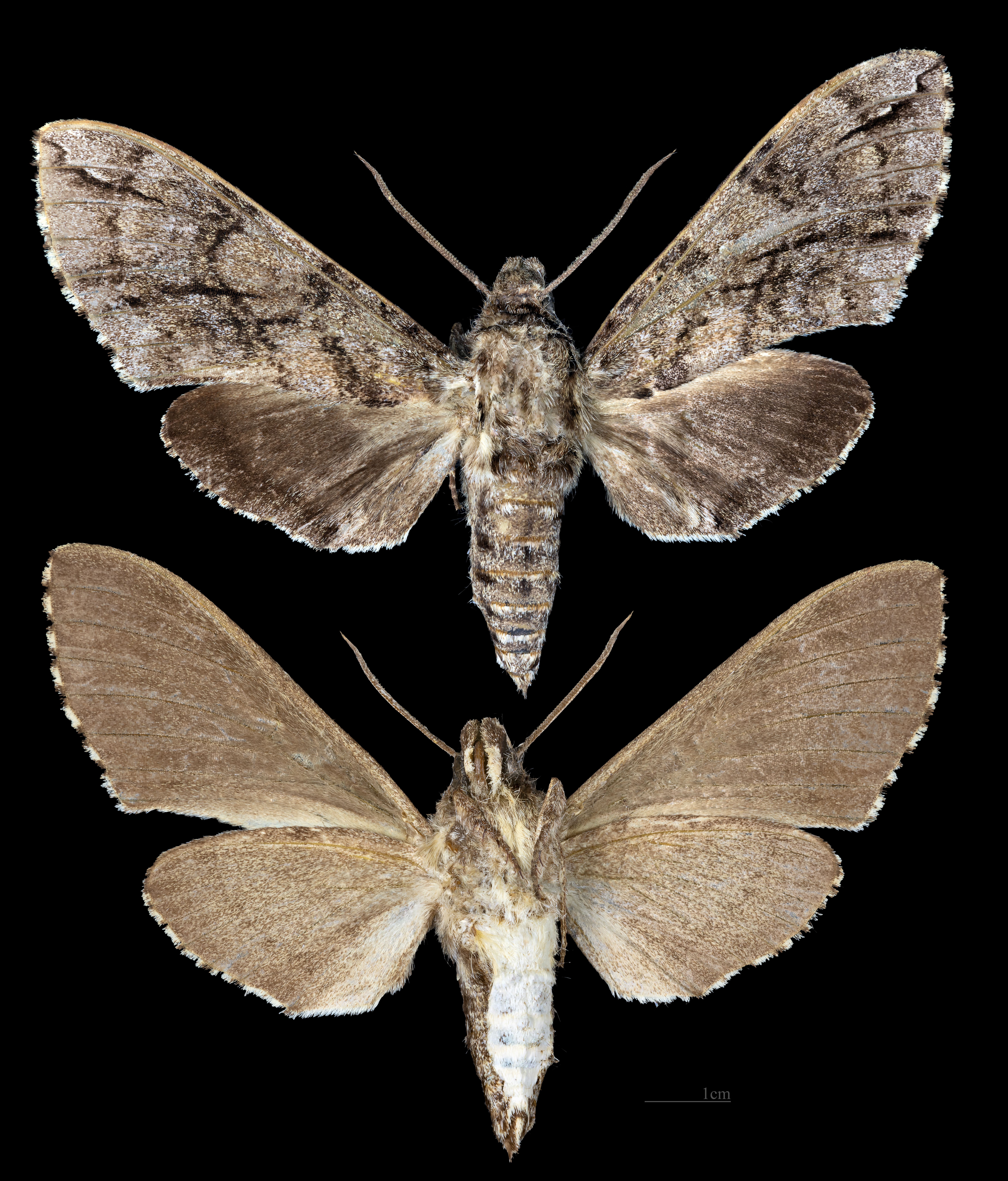
Ceratomia igualana
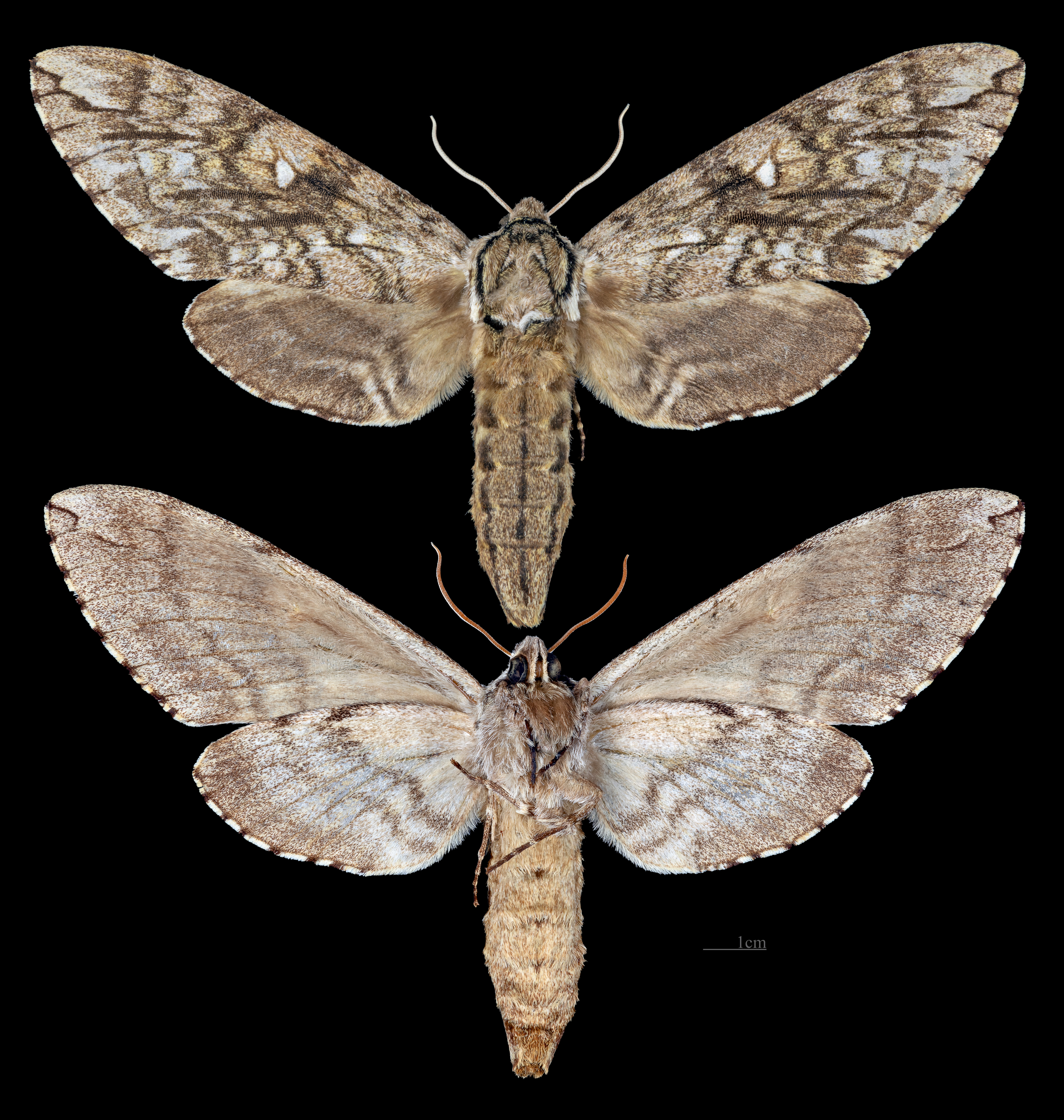
Ceratomia undulosa
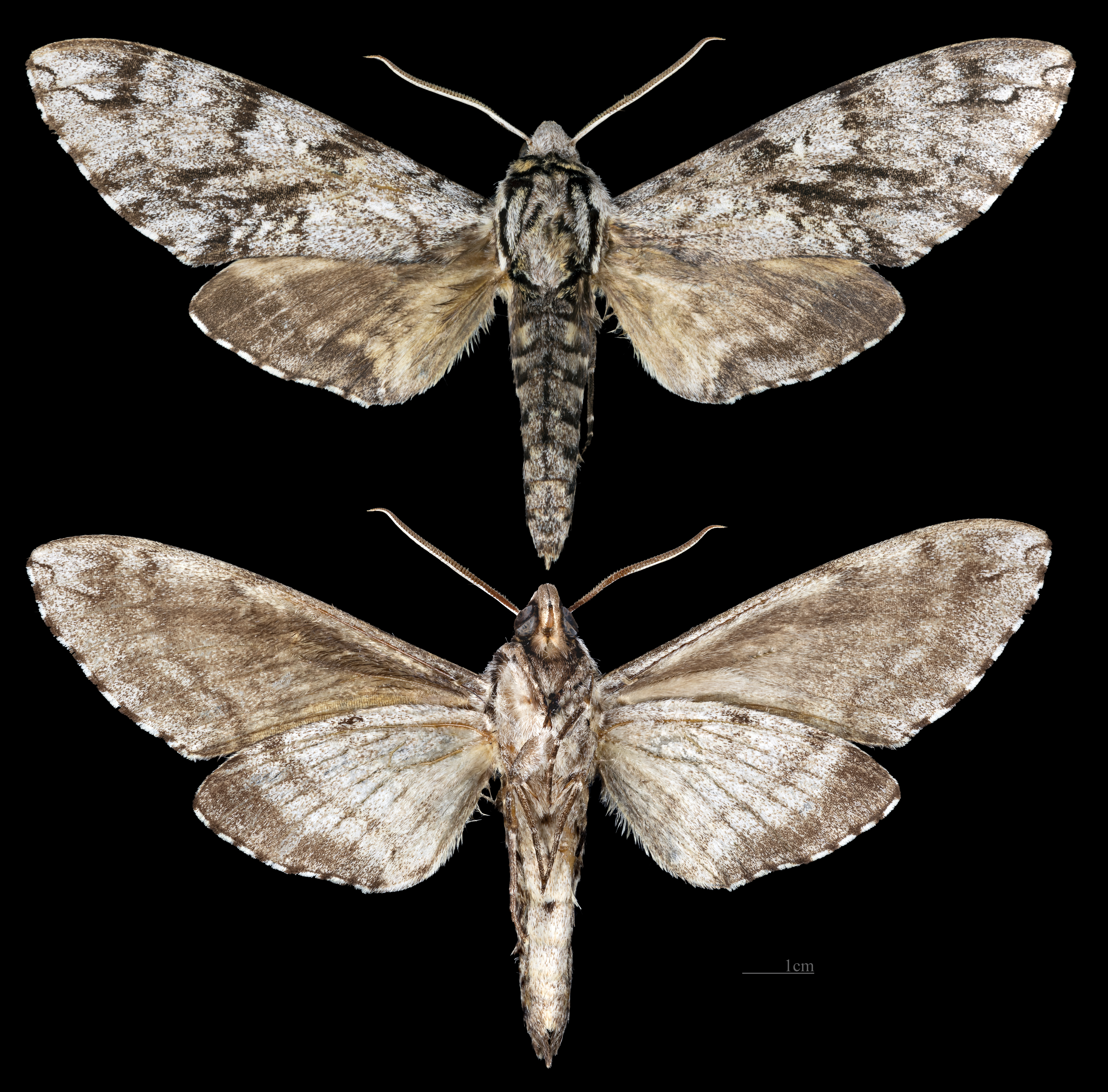
Ceratomia sonorensis